# Artemisia aleutica
Artemisia aleutica là một loài thực vật có hoa trong họ Cúc. Loài này được  Oskar Eric Gunnar Hultén mô tả khoa học đầu tiên năm 1939.

## Mẫu định danh
Mẫu định danh là O. J. Murie 2438 do O. J. Murie thu thập trên đảo Kiska ngày 21-6-1937.

## Phân bố
Loài đặc hữu quần đảo Aleut.